# Cogn
Der Cogn (im lokalen Idiom cogn oder cugn, eine Abwandlung vom italienischen cueno für Keil) ist ein Berg zwischen der Valle di Blenio und der Valle Leventina im Kanton Tessin in der Schweiz mit einer Höhe von 2166 m ü. M. Der Gipfel sieht wie ein Keil aus, der nach Nordosten über den Wäldern der Valle di Blenio vorstösst und zwei Amphitheater formt.

## Lage und Umgebung
Der Cogn gehört zum Gotthardmassiv. Er befindet sich auf dem Grat zwischen Pizzo Erra und dem Matro. Auf dem Gipfel treffen sich die Gemeindegrenzen zwischen Acquarossa, Serravalle und Faido. Der Cogn wird im Nordosten durch die Valle di Blenio und im Südwesten durch die Valle Leventina eingefasst.
Zu den Nachbargipfeln gehören der Pizzo Erra, der Pizzo Pianché, die Croce di Sasso und die Pianca Bella im Nordwesten sowie der Matro im Südosten. 

## Gratüberschreitung

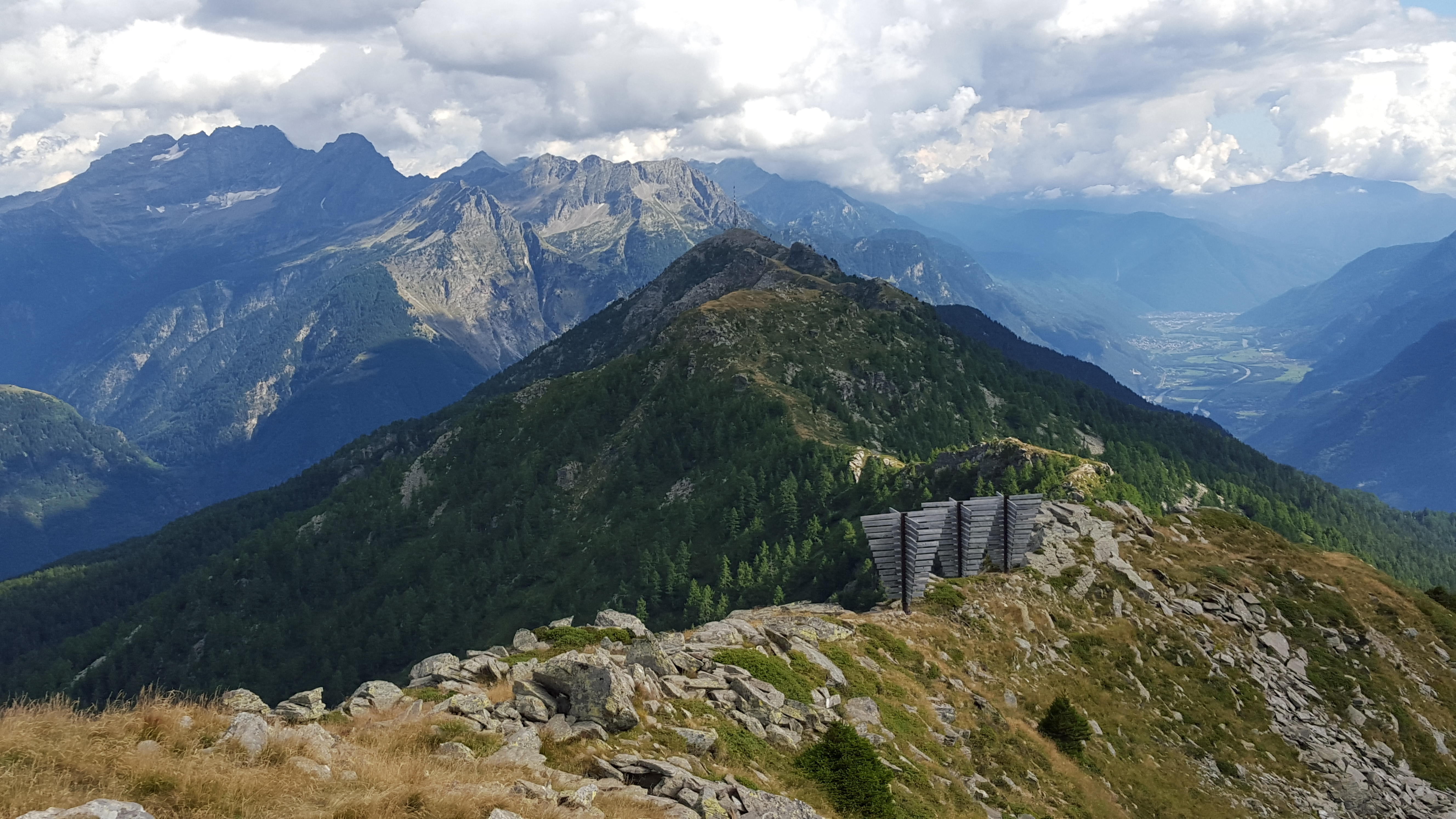
Der Grat zwischen Pizzo Pianché und Matro, aufgenommen vom Knotenpunkt neben Pizzo Pianché.

Die Gratwanderung vom Passo dei Laghetti (2129 m) zum Matro (2172 m) ist eine aussichts- und abwechslungsreiche Tageswanderung. Sie bietet einen grossartigen Panoramarundblick in die Valle di Blenio, in die Valle Leventina und auf die umliegende Bergwelt. Mit einem Abstecher zum Pizzo Pianché werden dabei fünf Gipfel betreten. Dies sind von Nordwesten nach Südosten der Pizzo Pianché (2228 m), die Croce di Sasso (2132 m), die Pianca Bella (2165 m), der Cogn (2166 m) und der Matro (2172 m). Die Route ist zum Teil mit kleinen, gelben Punkten markiert. Oft ist auch ein Weglein vorhanden, das zum Teil neben der Gratschneide an den Erhebungen vorbeiführt.
Die Gratüberschreitung vom Passo dei Laghetti zum Matro dauert ca. 1½ h und wird mit der Schwierigkeit EB angegeben.

## Routen zum Gipfel
|  | - Ausgangspunkt: Cavagnago (1020 m) oder Anzonico (984 m) in der Valle Leventina oder Tizzerascia (1277 m) in der Valle di Blenio - Via: Passo dei Laghetti (2129 m) zum kleinen orographischen Knotenpunkt (2225 m) und dann über den Grat an Croce di Sasso (2132 m) und an der Pianca Bella (2165 m) vorbei. - Schwierigkeit: EB - Zeitaufwand: 4¼ Stunden von Cavagnago und Anzonico oder 3¾ Stunden von Tizzerascia (1¼ Stunden vom Passo dei Laghetti) - Bemerkung: Von Cavagnago und Anzonico auf gutem Weg, von Tizzerascia zum Teil weglos zum Passo dei Laghetti. Danach zum Teil weglos, aber die Route ist mit kleinen, gelben Punkten markiert. - Ausgangspunkt: Matro (2172 m) - Via: Grat - Schwierigkeit: EB - Zeitaufwand: 25 min. - Bemerkung 1: Zum Teil weglos, aber die Route ist mit kleinen, gelben Punkten markiert. - Bemerkung 2: Routen zum Matro siehe im Artikel Matro |

### Über die Südwestflanke
- Ausgangspunkt: Puscett (1678 m)
- Via: Durch den Wald von Rivaccia zum Lago (1918 m), dann nach Norden durch ein enges Tälchen und dann zum Cogn.
- Schwierigkeit: EB
- Zeitaufwand: 1¼ Stunden
- Bemerkung: zum Teil weglos, zum Teil auf einem Wanderweg

## Galerie

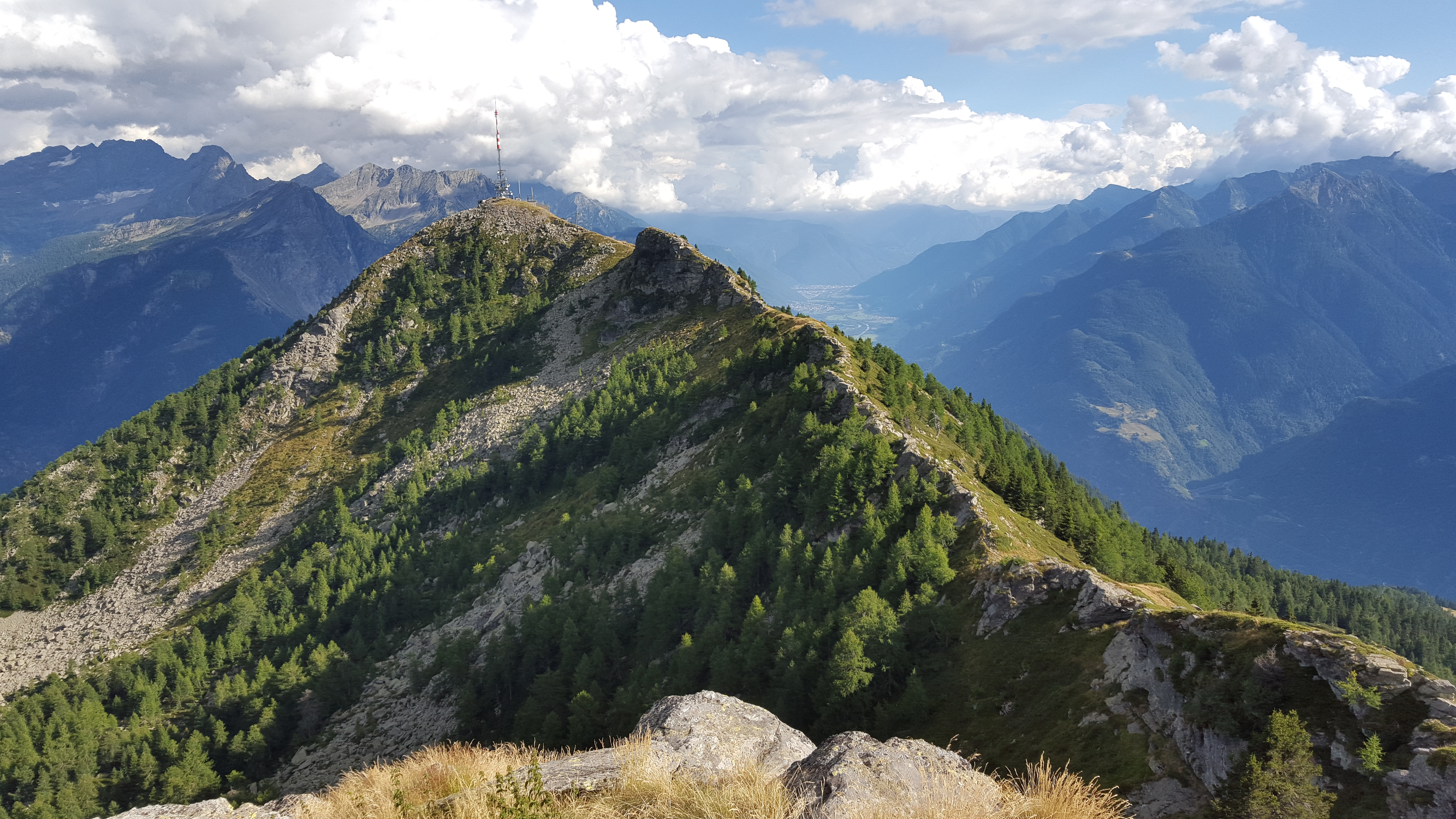
Blick nach Südosten zum Matro.
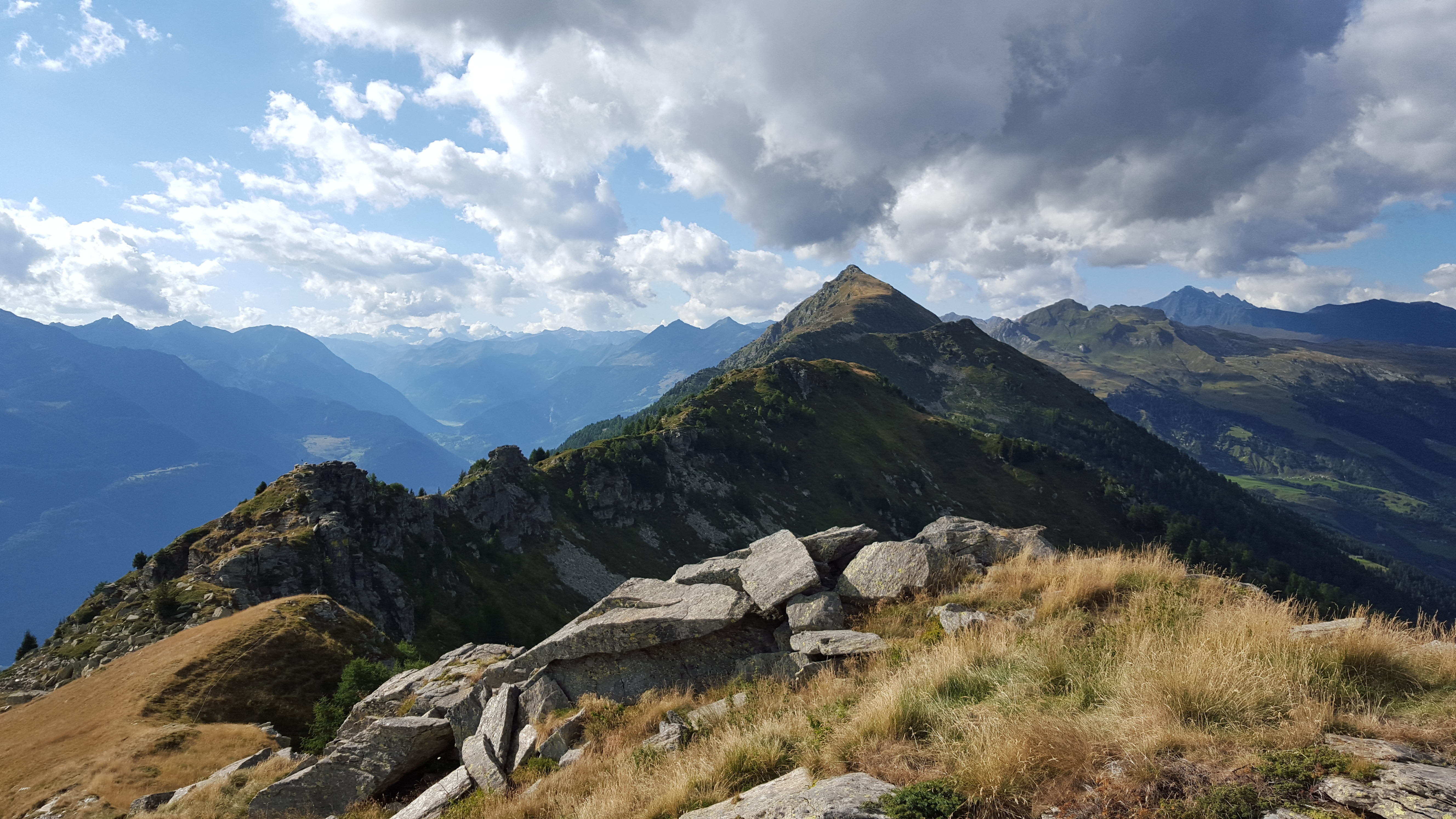
Blick nach Nordwesten zu Pianca Bella, Croce di Sasso, Pizzo Pianché und Pizzo Erra.
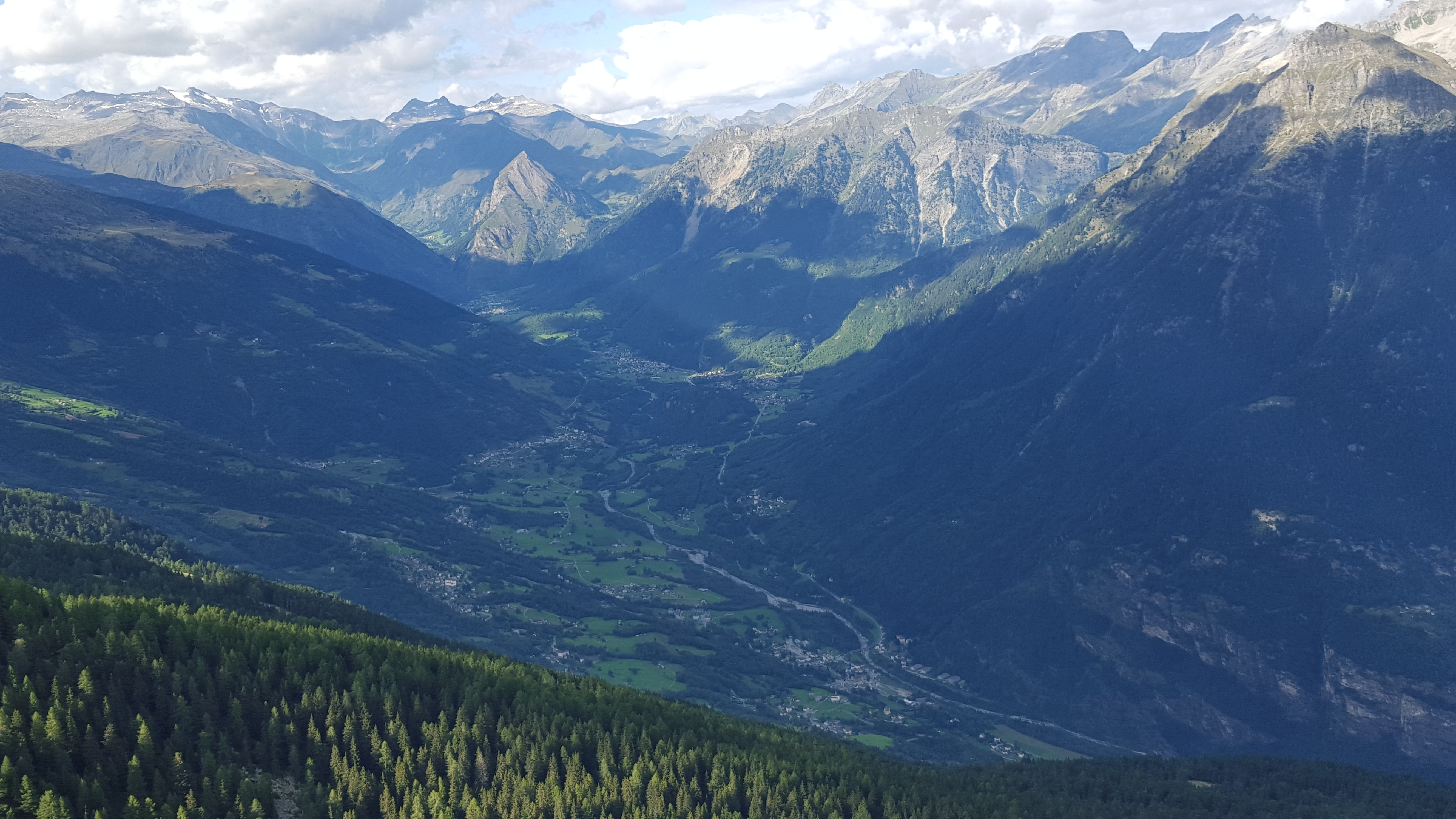
Blick hinunter in die Valle di Blenio.